# 22 juin 1916
Le jeudi 22 juin 1916 est le 174e jour de l'année 1916.

## Naissances
- Alexandro Martínez Camberos (mort le 7 février 1999), avocat, poète, écrivain, et homme politique mexicain
- Emil Fackenheim (mort le 18 septembre 2003), philosophe israélien
- John Craven (mort le 24 novembre 1995), acteur américain
- Johnny Jacobs (mort le 6 février 1982), acteur américain
- Marinus Boeseman (mort le 14 juillet 2006), ichtyologiste néerlandais
- Pericle Luigi Giovannetti (mort le 19 août 2001), peintre et caricaturiste suisse
- Raphaël de Barros (mort le 7 août 1993), dirigeant français de basket-ball

## Décès
- Gustav Mann (né le 20 janvier 1836), botaniste allemand
- Yoshio Tanaka (né le 27 septembre 1838), fonctionnaire et botaniste japonais

## Événements
- Le Premier ministre grec Zaïmis ordonne la démobilisation de l’armée à la suite de dissensions avec les Alliés.